# 斯希德涅 (梅利托波爾區)
46°56′2″N 35°14′8″E / 46.93389°N 35.23556°E
斯希德涅（烏克蘭語：Східне）是位於烏克蘭東南部的村莊，由扎波羅熱州梅利托波爾區的塞梅尼夫卡市鎮負責管轄。該村始建於1950年，面積0.36平方公里，海拔高度57米，2001年人口62，人口密度每平方公里172.2人。